# Parathyasira magellanica
Parathyasira magellanica is een tweekleppigensoort uit de familie van de Thyasiridae. De wetenschappelijke naam van de soort is voor het eerst geldig gepubliceerd in 1901 door Dall.